# Халил Хаџимуртезић
Халил Хаџимуртезић (Нова Варош, 15. март 1915 — Београд, 18. јун 2007) био је учесник Народноослободилачке борбе, генерал-мајор ЈНА, друштвено-политички радник СР Србије и народни херој Југославије.

## Биографија
Рођен је 15. марта 1915. године у Новој Вароши, у радничкој породици. Није имао могућности да се школује, па је након завршетка основне школе отишао на изучавање заната и убрзо постао ужарски радник.
Од ране младости припадао је револуционарном омладинском покрету у свом родном крају. Када је позван на служење војног рока, заједно са друговима истомишљеницима развијао је велику политичку активност, због чега су их војне власти хапсиле и кажњавале.
После агресије Нацистичке Немачке и њених сателита на Краљевину Југославију и после њене капитулације, Халил се вратио са Скадарског фронта у родни крај где се прикључио припремама за оружани устанак. Након почетка устанка, прикључио се борцима новоформираног Златарског одреда 1941. године. Хаџимуртезић се од почетка истицао у борбама, па су му понекад додељиване руководеће дужности. Нешто касније те године постао је кандидат за члана Комунистичке партије Југославије, а фебруара 1942. постао је члан Партије.
У Четвртој и Петој непријатељској офанзиви био је заменик команданта Првог златарског батаљона, а после битке на Сутјесци постао је командант батаљона. Марта 1944. године постављен је за команданта Треће пролетерске санџачке бригаде, у којој је био од њеног формирања до краја рата.
Халил Хаџимуртезић је током четверогодишњег ангажмана у рату учествовао у 150 већих и неколико стотина мањих борби против окупатора и домаћих сарадника. Учествовао је у највећим биткама на југословенском простору, биткама на Неретви и Сутјесци (током битака је био два пута тешко рањен), те у ослобађања и одбрани територија у Босни и Херцеговини, Црној Гори, Далмацији, Санџаку и Србији.
После ослобођења земље, вршио је одговорне функције у Југословенској народној армији. Поред служења у ЈНА, био је и активни друштвено-политички радник. Био је члан Савета СР Србије, члан Политичког актива Централног комитета СК Србије, члан комитета општине Стари град – Београд и председник СУБНОР-а општине Стари град – Београд.
Умро је 18. јуна 2007. године у Београду. Сахрањен је у Алеји народних хероја на Новом гробљу у Београду.
Носилац је Партизанске споменице 1941. и више југословенских и страних одликовања, међу којима су совјетски Орден отаџбинског рата другог реда, чехословачки Орден заслуга за народ и бугарска Медаља отаџбинског рата. Орденом народног хероја одликован је 27. новембра 1953. године.